# Асистел Воллей
«Асистел Воллей» (Asystel Volley) — итальянский женский волейбольный клуб из Новары. Функционировал в 2003—2012 годах.

## Достижения
- двукратный серебряный призёр чемпионата Италии — 2004, 2009;
  - бронзовый призёр чемпионата Италии 2007.
- обладатель Кубка Италии 2004;
  - финалист Кубка Италии 2009.
- двукратный обладатель Суперкубка Италии — 2003, 2005;
- серебряный призёр Лиги чемпионов ЕКВ 2005;
  - бронзовый призёр Лиги чемпионов ЕКВ 2008.
- обладатель Кубка топ-команд ЕКВ 2006.
- обладатель Кубка Европейской конфедерации волейбола (ЕКВ) 2009;
  - бронзовый призёр розыгрыша Кубка ЕКВ 2007.

## История
Волейбольный клуб «Асистел Воллей» был создан летом 2003 года по инициативе президента телекоммуникационной компании «Asystel» Антонио Казерты. Эта компания с 2001 уже являлась спонсором женской волейбольной команды под тем же названием, но находившейся в юрисдикции клуба «AGIL Volley». Через два после начала сотрудничества, за время которого команда «Асистел» дважды становилась серебряным призёром чемпионата Италии, а также выиграла Кубок ЕКВ, Казерта решил начать собственный волейбольный проект и перевёл команду под управление вновь образованного клуба.
В сезоне 2003/2004 команда, главным тренером которой являлась китаянка Лан Пин, вновь вышла в финал чемпионата Италии, но в упорнейшей борьбе уступила «Фоппапедретти» из Бергамо 2-3 в серии, хотя после первых двух матчей вела 2-0. Первые 4 игры серии состояли из пяти партий и лишь в заключительном поединке Бергамо одолело «Асистел» в трёх сетах. Эти же две команды встретились и в финале Кубка страны и здесь сильнее был «Ассистел», победивший соперниц опять же в пяти партиях. Ещё одним трофеем сезона для волейболисток Новары стал Суперкубок, в борьбе за которых они переиграли «Деспар-Сирио» из Перуджи 3:0. Также команда из Новары приняла участие в Лиге чемпионов, но, пройдя без потерь групповую стадию, в серии плей-офф уступила Перудже 0:3 и 1:3. Лучшими бомбардирами команды в сезоне стали звёзды европейского волейбола полька М.Глинка и бельгийка В.де Карне.
В 2005 году «Асистел», ведомый новым тренером, которым стал Анджело Фригони, остался без медалей национального первенства, проиграв в четвертьфинале плей-офф чемпионата команде «Монтескьяво» из Йези. Большего успеха Новара добилась в Лиге чемпионов, в розыгрыше которой вышла в финал четырёх, который проводился в испанской Ла-Лагуне. В полуфинале «Асистел» победил французский «Канн», но в финале уступил своим соотечественницам из команды «Фопаппедретти» (Бергамо) 0:3. В число волейболисток, отмеченных индивидуальными призами по итогам финального этапа Лиги, вошли и две представительницы Новары — В.де Карне (лучшая на подаче) и П.Кардулло (лучшая либеро).
В сезон 2005/2006 «Асистел» вступил с новым наставником А. Кьяппини и без ряда лидеров прошлых лет, таких как бельгийка В. де Карне, М. Глинка из Польши, сербка Б. Радулович, голландка М. Флир. Начался сезон для Новары победой в Суперкубке над «Фоппапедретти» 3:2. А вот в чемпионате Италии в полуфинальной серии с сухим счётом 0-3 «Асистел» уступил всё тем же волейболисткам из Бергамо. На европейской арене команда из Новары отметилась выигрышем второго по значимости турнира — Кубка топ-команд, уверенно переиграв в финале со счётом 3:0 хозяек финального раунда — московское «Динамо».
2007 год отмечен для «Асистела» бронзой чемпионата страны (1-е место в регулярном первенстве и поражение в полуфинале от «Сирио» из Перуджи). Пути этих двух итальянских команд пересеклись и в розыгрыше Кубка Европейской конфедерации волейбола, финал четырёх которого проходил в Перудже. В полуфинале этого турнира «Сирио» победил «Асистел» 3:2, а в матче за 3-е место команда из Новары выиграла у испанского «Универсидада» из Бургоса 3:1 и стала бронзовым призёром розыгрыша.
В сезоне 2007/2008 волейболистки из Новары спустя три года вновь вышли в финал четырёх Лиги чемпионов, но в полуфинале вновь уступили своим принципиальным соперницам из Перуджи 2:3. В матче же за бронзу «Асистел» в упорнейшей борьбе в пяти партиях сломил сопротивление хозяек финального раунда — волейболисток испанской «Мурсии». Сразу три волейболистки Новары были признаны лучшими в своих игровых номинациях. Катажина Сковроньская стала самой результативной, хорватка Наташа Осмокрович — лучшей на приёме, а Паола Кардулло — лучшей либеро, как и три года назад. В чемпионате же Италии подопечные Луки Педуллы (возглавил команду по ходу первенства) остановились на полуфинальной стадии, уступив в серии «Скаволини» из Пезаро со счётом 0-2.

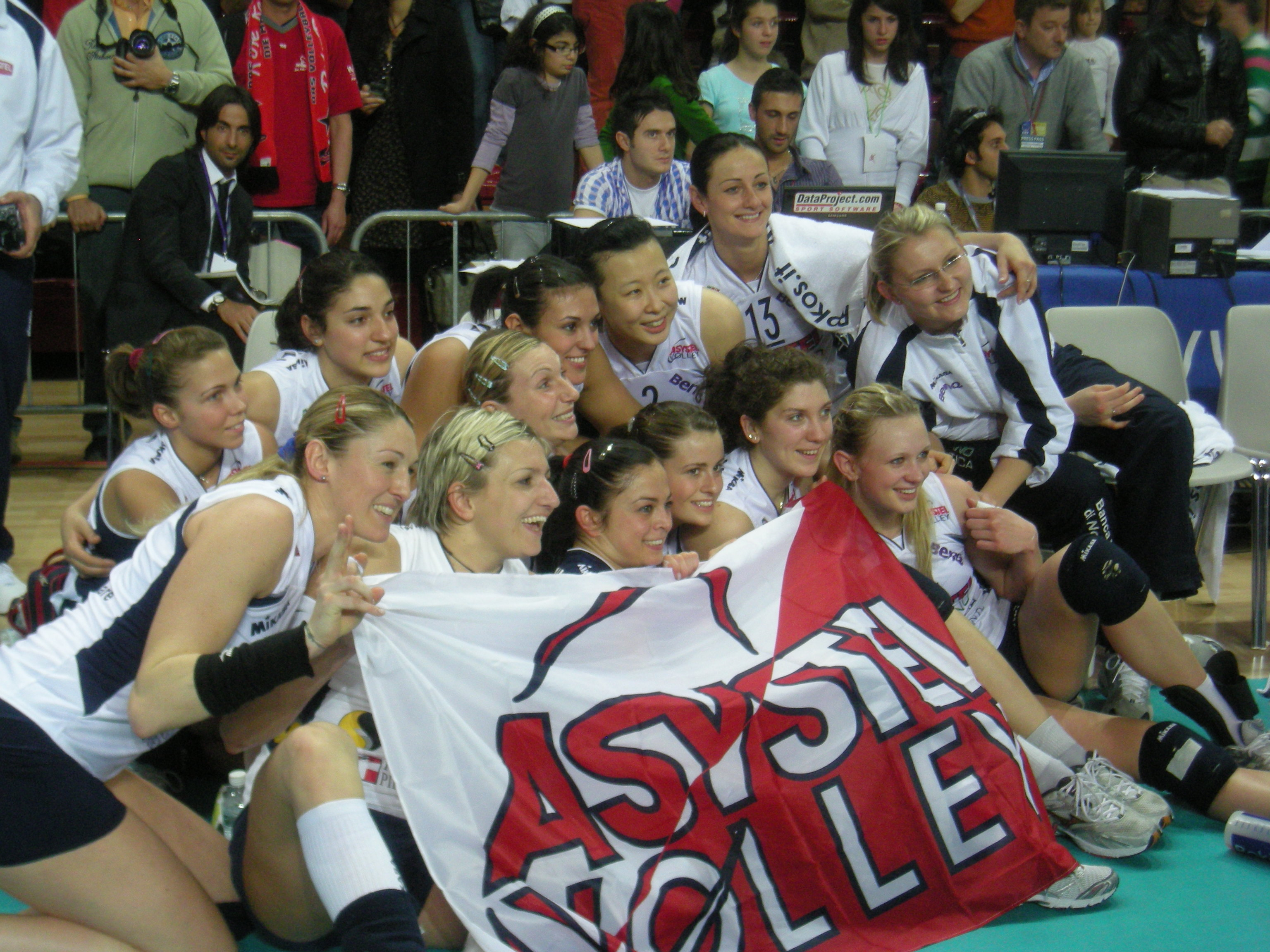
«Асистел» — обладатель Кубка ЕКВ 2009.

Сезон 2008/2009 для «Асистела» был отмечен серебряными медалями национального первенства и Кубка Италии. В финалах обоих турниров волейболистки из Новары проигрывали команде «Скаволини» (Пезаро), ни разу в четырёх решающих матчах (три в чемпионате и один в Кубке) не сумев победить своего соперника. А вот в еврокубковом соревновании «Асистел» сумел взять почётный трофей — Кубок ЕКВ, финал четырёх розыгрыша которого проходил в Новаре. И в полуфинале и в финале хозяйки решающего этапа не оставили шансов своим оппоненткам, переиграв в трёх партиях сначала турецкий «Фенербахче», а затем российскую «Уралочку-НТМК».
С 2009 года результаты команды стали ухудшаться, что было связано со снижением поддержки клуба со стороны своего генерального спонсора. В преддверии сезона 2009/2010 большинство лидеров покинули «Асистел» и хотя состав новичков выглядел достаточно внушительно (голландки К.Сталенс и М.Флир, хорватско-российская связующая И.Кириллова, Дж. Барацца, американка Л.Том), в регулярном первенстве Новара стала лишь 8-й, а затем выбыла из борьбы за медали уже на четвертьфинальной стадии, проиграв «Скаволини». В Лиге чемпионов подопечные тренера Дж. Капрары (в 2009 назначен главным тренером) вышли в финал четырёх, но остались там без медалей, проиграв сначала соотечественницам из бергамской «Фоппапедретти» 1:3, а затем в матче за 3-е место французскому «Канну» с тем же счётом.

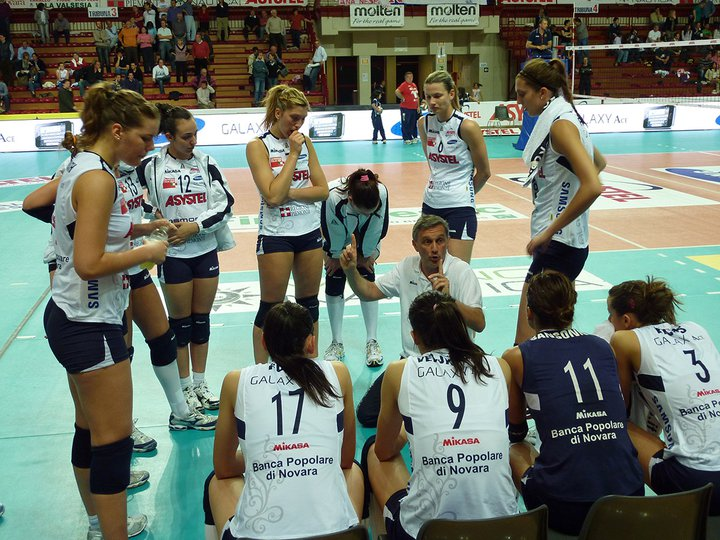
«Асистел» (Новара). Сезон 2010/2011.

В следующих двух сезонах команда «Асистел» выглядела достаточно бледно. Состав команды по прежнему претерпевал большие изменения, но результаты продолжали неуклонно ухудшаться. На предварительном этапе чемпионата Италии 2010/2011 Новара стала лишь 6-й, уповая в атаке во многом лишь на пробивную мощь хорватки Барун, ставшей с огромным отрывом лучшим бомбардиром регулярного первенства. В 2011/2012 команда и вовсе едва не осталась за бортом плей-офф, заняв 8-е место. И в 2010 и в 2011 «Асистел» выбывал из борьбы за первенство в полуфинале.
В 2012 году компания «Asystel» объявила о слиянии своего клуба со спортивной ассоциацией Вилла-Кортезе и о прекращении волейбольной деятельности и роспуске команды в Новаре. В том же году в Новару из Трекате вновь перебазировался клуб «AGIL Volley» и при поддержке компании «Igor» заявил для участия в чемпионате Италии команду «Игор Горгондзола».

## Арена

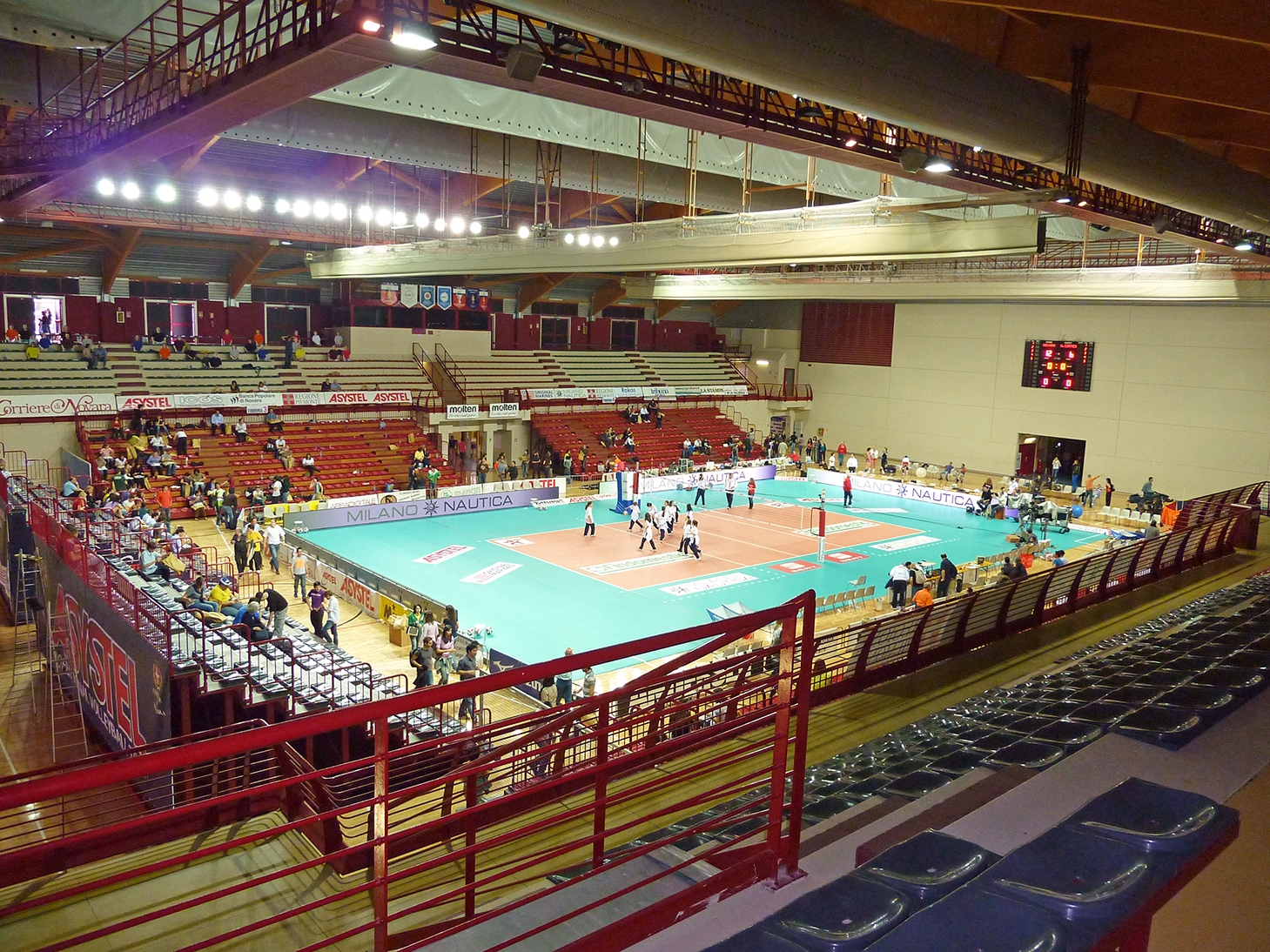
PalaIgor Gorgonzola

Домашние матчи команда проводила во Дворце спорта «PalaTerdoppio» (с 2015 — «PalaIgor Gorgonzola»), расположенном в восточной части Новары. Вместимость — 5000 зрителей. Открыт в 2007 году. С 2012 служит домашней ареной для другой женской волейбольной команды из Новары — «Игор Горгондзола». В марте 2009 года принимал финал четырёх Кубка ЕКВ среди женщин, который закончился победой хозяек площадки — команды «Асистел».